# Evan Huffman
Evan Huffman (El Dorado Hills, Califórnia, 7 de janeiro de 1990) é um ciclista estado-unidense que foi profissional entre 2013 e 2019.
Em agosto de 2019 anunciou sua retirada como ciclista profissional depois da disputa da última etapa do Tour de Utah.

## Palmarés
- 2012
  - 1 etapa do Tour de Gila

- 2015
  - 1 etapa da Volta Independência Nacional

- 2016
  - 1 etapa do Tour de Alberta

- 2017
  - Tour de Gila, mais 1 etapa
  - 2 etapas do Volta à Califórnia[2][3]
  - 1 etapa da Cascade Cycling Classic
  - Tour de Alberta, mais 1 etapa